# Iris atrofusca
Iris atrofusca är en irisväxtart som beskrevs av John Gilbert Baker. Iris atrofusca ingår i släktet irisar, och familjen irisväxter. Inga underarter finns listade i Catalogue of Life.

## Bildgalleri

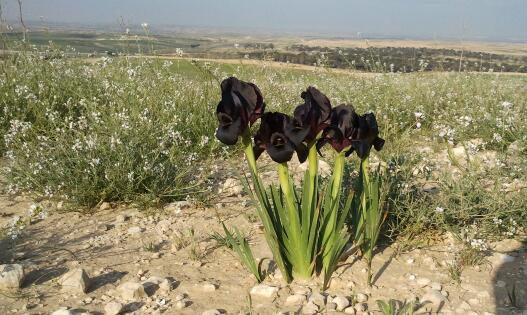
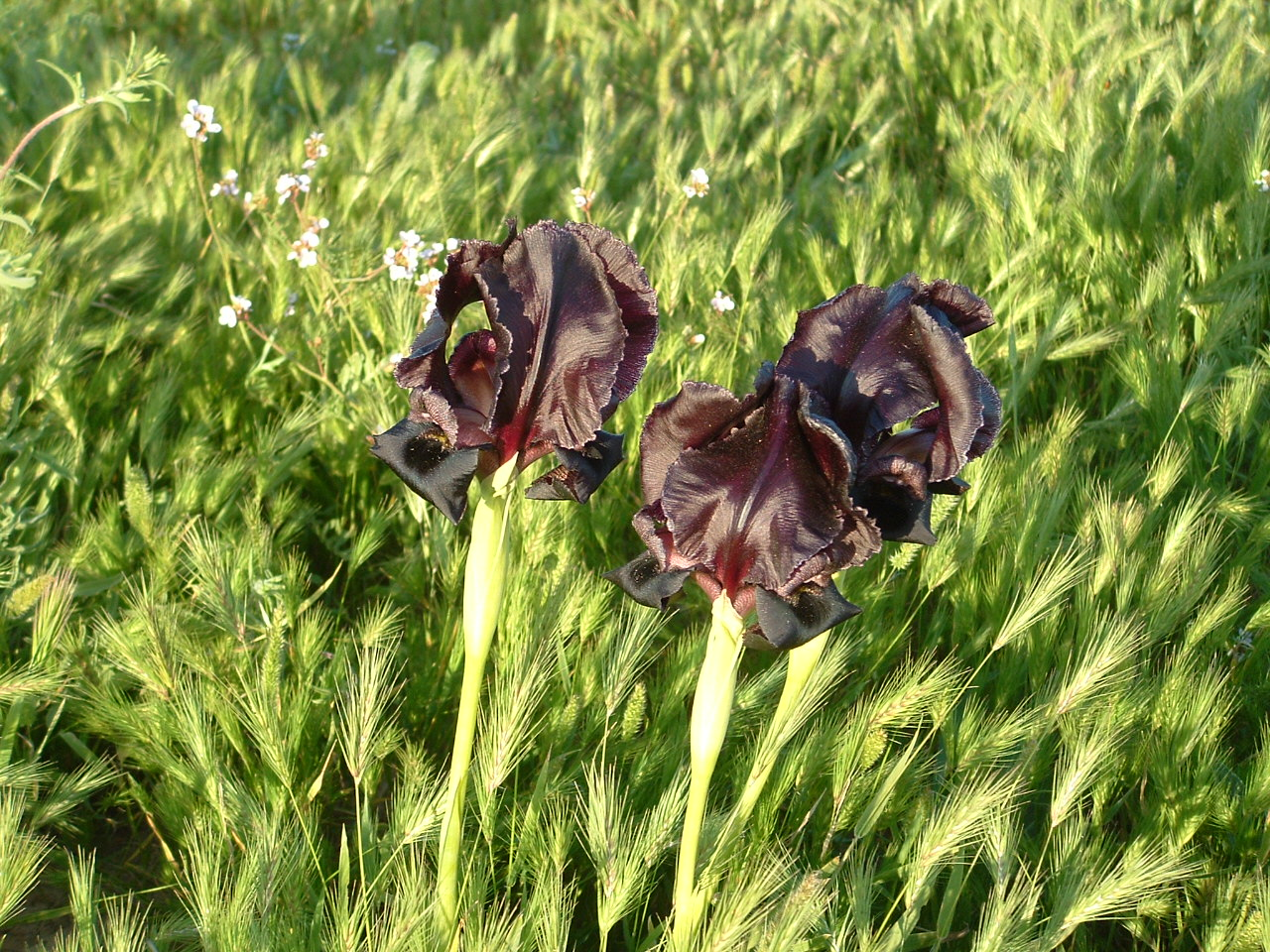
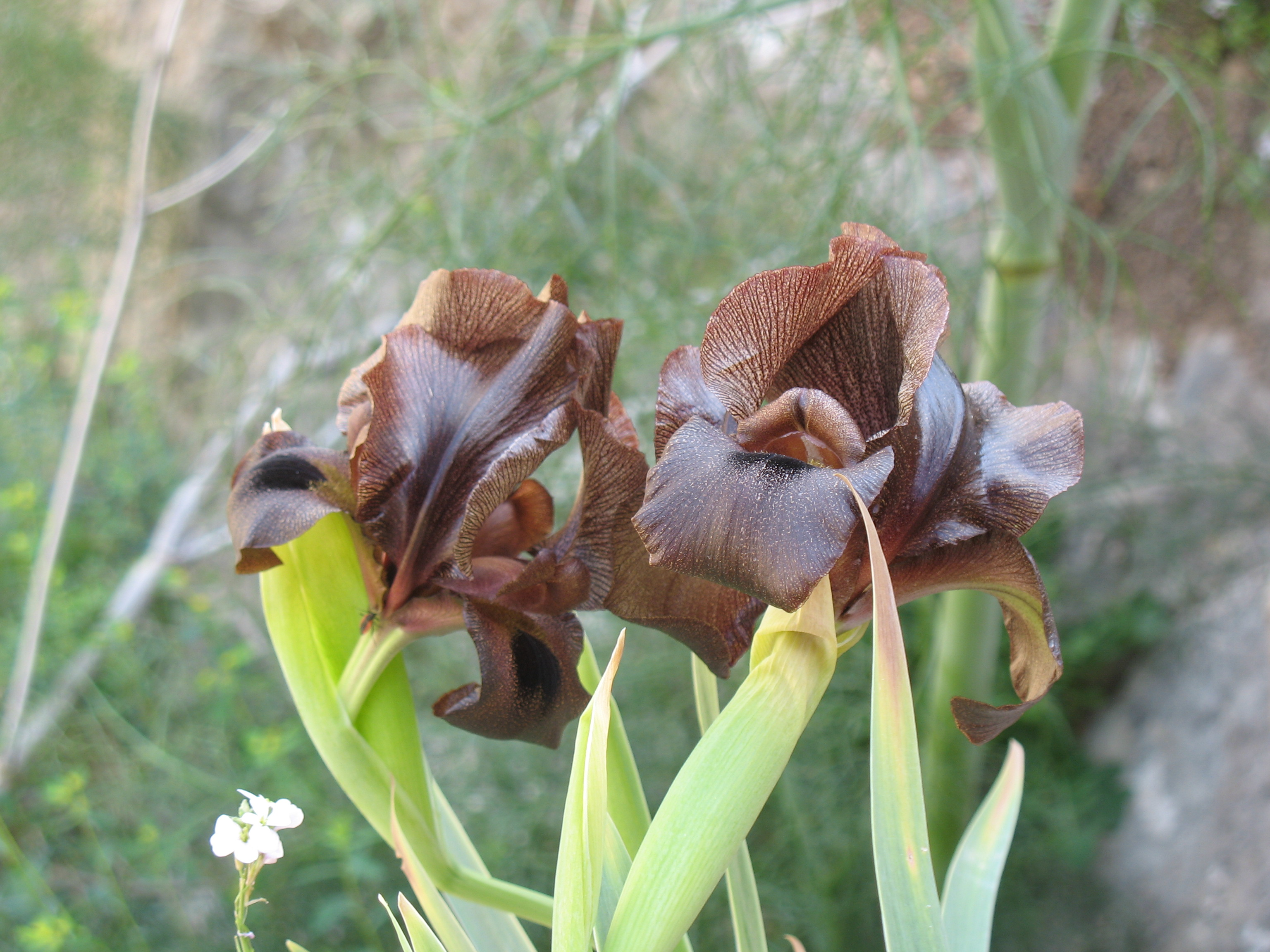
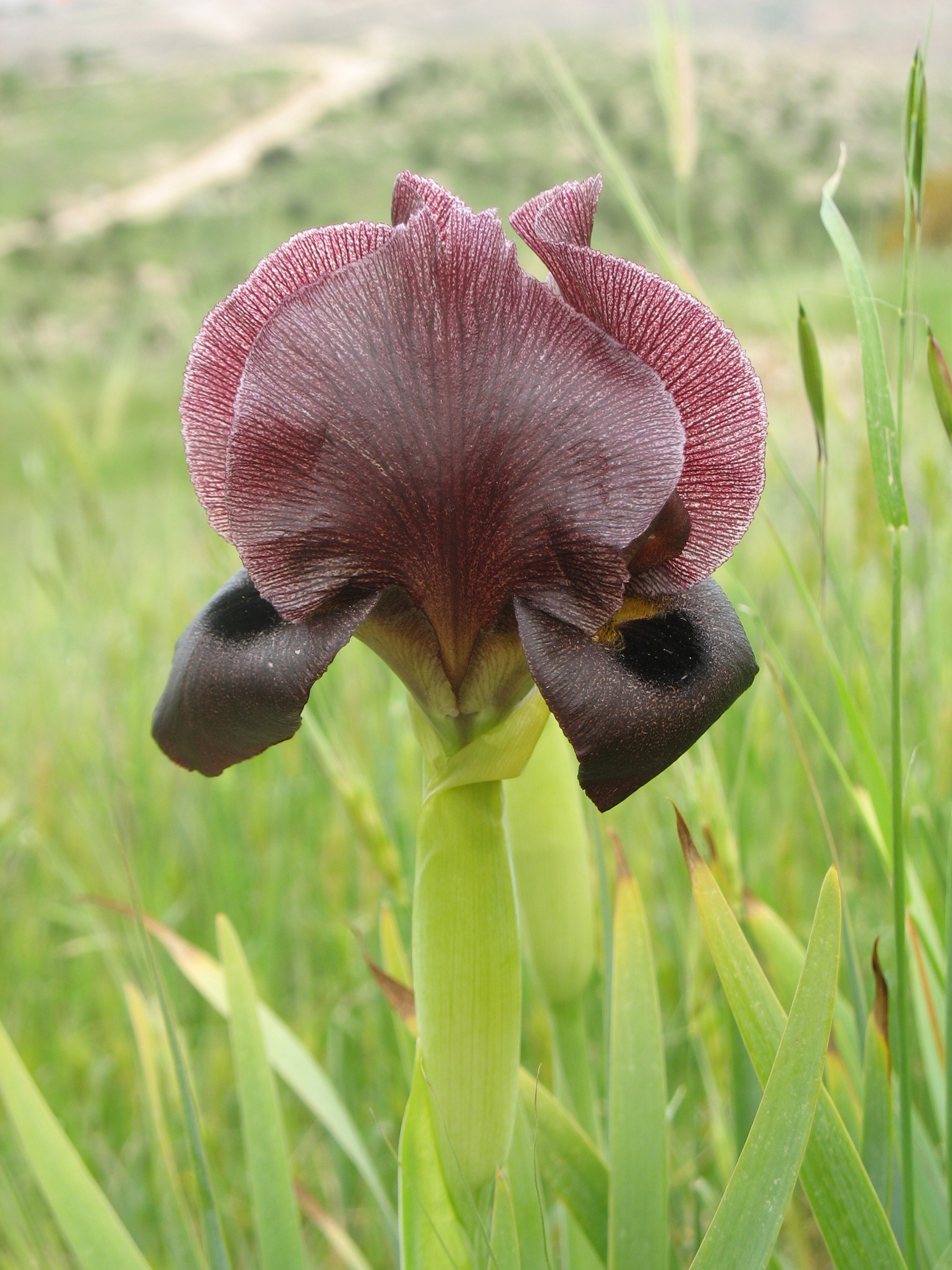